# 鱗頭鮋屬
鱗頭鮋屬（學名：Sebastapistes）為鮋科下原生於太平洋及印度洋的一屬。

## 種
本屬目前辨認出10個種：
- 巴氏鱗頭鮋（S. ballieui）
- 錐鱗頭鮋（S. coniorta）
- 黃斑鱗頭鮋（S. cyanostigma）
- 福氏鱗頭鮋（S. fowleri）
- 乳花鱗頭鮋（S. galactacma）
- 斑鰭鱗頭鮋（S. mauritiana）
- 花腋鱗頭鮋（S. nuchalis）
- 眉鬚鱗頭鮋（S. strongia）
- 條紋鱗頭鮋（S. taeniophrys）
- 廷氏鱗頭鮋（S. tinkhami）

## 文獻
1. ↑  Froese, R. & Pauly, D. (eds.) (2014). Species of Sebastapistes. FishBase. Version 2014-06.